# Числа Люка

Числа Люка́ — элементы линейной рекуррентной последовательности, заданной формулой:
{\displaystyle L_{n}=L_{n-1}+L_{n-2}}
с начальными значениями {\displaystyle L_{0}=2} и {\displaystyle L_{1}=1}; сопряжены с числами Фибоначчи. Первые значения:
2, 1, 3, 4, 7, 11, 18, 29, 47, 76, 123, 199, 322, …
Названы по имени Эдуарда Люка, исследовавшего «обобщённые последовательности Фибоначчи», позднее также названные его именем, одним из вариантов которых и являются числа Люка.
Последовательность {\displaystyle L_{n}} можно выразить как функцию от {\displaystyle n}:
{\displaystyle L_{n}=\varphi ^{n}+(1-\varphi )^{n}=\varphi ^{n}+(-\varphi )^{-n}=\left({1+{\sqrt {5}} \over 2}\right)^{n}+\left({1-{\sqrt {5}} \over 2}\right)^{n}},
где {\displaystyle \varphi ={\frac {1+{\sqrt {5}}}{2}}} — золотое сечение. При {\displaystyle n>1}n > 1 число {\displaystyle |(-\varphi )^{-n}|<0{,}5} и с ростом {\displaystyle n} всё сильнее приближается к нулю, а значит, при {\displaystyle n>1} числа Люка выражаются в виде {\displaystyle L_{n}=\lfloor \varphi ^{n}\rceil }, где {\displaystyle \lfloor \cdot \rceil } — функция округления к ближайшему целому.
Примечательно, что числа Фибоначчи {\displaystyle F_{n}} выражаются похожим образом с помощью формулы Бине:
{\displaystyle F_{n}={\frac {\varphi ^{n}-(1-\varphi )^{n}}{\sqrt {5}}}={\frac {\varphi ^{n}-(-\varphi )^{-n}}{\sqrt {5}}}={\frac {1}{\sqrt {5}}}\left[\left({\frac {1+{\sqrt {5}}}{2}}\right)^{n}-\left({\frac {1-{\sqrt {5}}}{2}}\right)^{n}\right]}.
Числа Люка можно также определить для отрицательных индексов по формуле {\displaystyle L_{-n}=(-1)^{n}L_{n}}.

## Проверка простоты
Числа Люка могут использоваться для проверки чисел на простоту. Чтобы проверить, является ли число {\displaystyle p} простым, берётся {\displaystyle (p+1)}-е число Люка и вычитается из него единица — и если полученное число не делится на {\displaystyle p} нацело, то {\displaystyle p} гарантированно не является простым. В противном случае число может быть как простым, так и составным и требует более тщательной проверки.
Пример проверки числа 15: 16-е число Люка — 1364; {\displaystyle (1364-1)/{15}=90{,}866666\ldots }, следовательно, число 15 — составное.
Пример для числа 17: 18-е число Люка равно 3571; {\displaystyle (3571-1)/{17}=120}, значит, число 17 может быть простым.

## Связь с числами Фибоначчи
Числа Люка связаны с числами Фибоначчи следующим формулами:
- {\displaystyle L_{n}=F_{n-1}+F_{n+1}=F_{n}+2F_{n-1}},
- {\displaystyle L_{m+n}=L_{m+1}F_{n}+L_{m}F_{n-1}},
- {\displaystyle L_{n}^{2}=5F_{n}^{2}+4(-1)^{n}}, и при {\displaystyle n\to +\infty } отношение {\displaystyle {\frac {L_{n}}{F_{n}}}} стремится к {\displaystyle {\sqrt {5}}}
- {\displaystyle F_{2n}=L_{n}F_{n}}
- {\displaystyle F_{n+k}+(-1)^{k}F_{n-k}=L_{k}F_{n}}
- {\displaystyle F_{n}={L_{n-1}+L_{n+1} \over 5}}